# ストリートダンス・オブ・チャイナ
『ストリートダンス・オブ・チャイナ』（簡体字: 这！就是街舞、繁体字: 這！就是街舞、英語: Street Dance of China、略してSDC）は、YOUKU、天猫、巨匠が共同製作し、動画配信サービスYOUKUで放送されている公開オーディション形式で行われる中国のストリートダンス対戦リアリティ番組。

## 概要
中国発の海外で配信するネットワーク番組。マレーシア、タイ王国、シンガポール等でも放送。YouTubeのYOUKUチャンネルでも公開されている。
2017年（平成29年）に、中国でMC対決番組が大ヒットしたことにより、ヒップホップのブームが到来したことで、ストリートダンスにヒップホップは欠かせないことから、2018年（平成30年）はストリートダンスを前面に持ってくる時期だと考えた番組ディレクターにより、番組が誕生。
DJの音楽に合わせ、即興でダンス対決をして、審査員たちが評価を下し、戦い負けると脱落していく過酷なくルールの番組。番組1回目の放送では、各地から集まった約400人のダンサーが一人ずつダンスを披露するところから始まり、約100人に絞られる。毎シーズン、その時期に人気のあるアイドルや俳優など、ダンス技術の高い著名人を4名の審査員として起用。4名の審査員、ダンス関係者、一般の観客からの投票により、最終的なトップ1、2のダンサーが決定される。一対一の対戦のみならず、テーマに合わせ24時間で振り付けを考え合わせて、一つのダンス作品を制作し披露するチーム対戦も盛り込まれている番組構成。民族ダンスや社交ダンスなど、ストリートダンスに別のジャンルのダンスを掛け合わせたダンス作品を発表する場面もある。そのため、勝ち進むには個人のダンス技術以外に、芸術性や協調性も試される。シーズン最終回の決勝は、動画配信サービスYOUKUにおいてオンラインで生配信される。
収録は約半年に及ぶため、その間はダンサー同士で共同生活を送りつつ、練習、リハーサル、収録などが行われ、参加者は体力勝負の日々となる。
2017年（平成29年）10月27日、福建省廈門市でシーズン1の初回選考が行われた。シーズン4までは、審査員が隊長となり、それぞれ参加者を選抜し「戦隊」と呼ばれる10人のチームを作り、対戦する方式だった。シーズン5からは、審査員4名は自ら戦隊を率いることはせず、チーム編成や対戦方式などを決定し、番組で時々ダンスを披露する役割となった。シーズン5からは、中国国内において有名なダンサーが、ゲストとして助っ人的な役割で出演。シーズン5では、フランス人のZykoが番組史上初となる中国人以外の優勝者となった。
シーズン5では、審査員の女性歌手・劉雨昕とベトナム人ダンサーのMT-POPが、『ちびまる子ちゃん』の曲として知られる「おどるポンポコリン」の中国語バージョンでダンスを披露している。
番組スポンサーには、シーズン4に日産自動車、シーズン5にトヨタ自動車が名を連ねている。

## 中国国内での影響
2018年（平成30年）にシーズン1がオンライン配信されると、再生回数が1億回再生を上回る。シーズン5は、中国国内における配信番組の支持率1位も獲得。
2018年（平成30年）に開始されて以降、この番組がきっかけとなり中国国内において一般人の間にストリートダンスが知られ、習い事の一つにストリートダンスが入るまでのブームが起こり、ダンサーの中国国内における露出も増えていった。

## ステージ
シーズン1の初回選考は、中国を代表する町の風景である、上海石庫門、中國紅大宅門、広州騎楼、タギングの街をモチーフした、4つのセットが組まれたスタジオで実施。日本のアニメやカルチャーが、中国の若者からは人気があることから、シーズン3の舞台美術には、ピカチュウなど2次元の要素を取り入れたステージも用意され、シーズン4決勝における韓宇の出番では、『ポケットモンスター』のモンスターボールが置かれ、ピカチュウの着ぐるみ8体と黄色いワイシャツを着た子供のダンサーたちが踊るステージ構成であった。

## 日本人の出演者
シーズン4からは、中国以外からの出場者も加わっての対戦となり、日本人ダンサーも番組に参加。シーズン4での日本からの参加人数は約20人と、中国以外からの国籍では一番多かった。
参加者の日本人も話題となり、シーズン4で決勝まで勝ち進んだ6名の、中国のダンサーにも名が知れる最年長の47歳ダンサー・Acky（）こと北村彰英、モデルでもあるIbukiこと今田惟吹、YOUこと山内勇とZINこと陣内智のコンビ・Hilty & Bosch、REIこと阿部麗とYUUこと阿部優のコンビ・GOGO BROTHERS、シーズン5で決勝まで勝ち進んだ2名の、モデルでもあるKYOKAこと山本恭華、Riceballこと山崎良太、シーズン5決勝直前まで残り敗者復活戦にも挑んだ2名の、Yukiこと加藤有紀、Hiroko Boogie（）が話題となったほか、中国で人気の日本人である宇野賛多がシーズン5にゲスト出演したことも話題となった。
番組内で流れる番組スポンサーのCMにも、今田惟吹、Hilty & Bosch、山本恭華、加藤有紀が出演した。

## 選考方法

### オーディション
選考は、観客を入れないで実施。審査員の4名が、分担して4つセッションで同時に行う一般選考において、約400人の応募者の中から選ばれた合格者100人が次の対戦に参加。シーズン4からは、アジア、ヨーロッパ、アメリカ合衆国など、中国人以外の中国国外から招かれた有名ダンサーも参加するようになり、それらも含めた約400人で開始されている。

### 戦隊隊員選抜
シーズン4までは、審査員でもあるリーダーの隊長4名が、100人の合格者からファイナリストを選抜し、自分の戦隊にふさわしいダンサーを組み入れる方式だった。

## 戦隊

### シーズン1
| 隊長     | 戦隊名称 | 代表色 | 戦隊隊員 |
| -------- | -------- | ------ | --- |
| 黄子韜   | 西泡泡   |        | 楊文昊（Viho）、史建凱（石頭）、淡淡、王子奇（Zaki）、李建諠（阿酸） 劉也、小小黒、雷暁暘、楊雅捷、曾桃玲           |
| 易烊千璽 | 易燃装置 |        | 胡浩亮、韓宇、張天賜、楊建（蛇男）、周星夙 許宸志（小P）、林夢、孫維君、淋雨、鐘晨                                  |
| 羅志祥   | 修楼梯   |        | 何展成（Jawn Ha）、王淵震、田一徳（ED）、陳妍臻（Nikki）、趙鵬程（奶球） 徐少麟、謝文珂、吉祥、王新伊（童童）、袋鼠 |
| 韓庚     | 態度大師 |        | 李琰、馬東傑、電門、佐佐、阿偉 謝祥興、龍仔、小飛、葉秋欣、小婷                                                     |

### シーズン2
| 隊長     | 戦隊名称 | 代表色 | 戦隊隊員 |
| -------- | -------- | ------ | --- |
| 易烊千璽 | 易燃装置 |        | 馮正、小海、阿牙、Franklin（余衍林）、AC（雷曦） JC俊（劉俊成）、Kun（彭振堃）、陳博文、小夕、魚丸、米震、Vico（路征）             |
| 羅志祥   | 修楼梯   |        | 葉音、三児（李健）、Semi（張世民）、炎炎、美子 辰辰、王子豪、仙人、小智、頼威爾、郭胤児、阿金                                      |
| 韓庚     | 態度大師 |        | 鴨子、馬曉龍、Bingbing（李冰冰）、范范、穆童 金小根、重陽、Eleven（許樺）、龐舒月、波子、龍嘯、茶叔                                |
| 呉建豪   | 呉侠聯盟 |        | 阿K（陳杰）、兔子、Gumball（孫吾空）、小五、廖廖 陳泰瑋（阿瑋）、王潤、Abby（苟雯靖）、阿琪、Waiwai（黄卉）、陳健厳、Ben（趙祥誠） |

### シーズン3
| 隊長       | 戦隊名称 | 代表色 | 戦隊隊員 |
| ---------- | -------- | ------ | --- |
| 張芸興     | 核興舞器 |        | 泰迪、程薇霖、三金、兔子、黃瀟、喬治、波波 Apple（楊麒）、巴里斯（Boris）、騰仔、王濤、Klash（格瓦斯）、蓋蓋                    |
| 王一博     | 一波王炸 |        | 公孫無名、小雞（林森）、李帥、BIBI（湯乾）、楊文韜、CICI（張燦） 洪楊、電門、BouBoo（布布）、楊凱、小君君、大餅、大婷（楊雨婷） |
| ジャクソン | 王這裡看 |        | 大杭、Collin（朱柯霖）、陳默、子彈、小朝（江德朝）、沈凱翔 秦煜、雷曉暘、KK王小可、Alex（盧德）、小白、李春林、奧斯卡           |
| 鍾漢良     | 哇挖酷寶 |        | 肖傑、羅永勝（LockingWing）、肖智斌（Bingo）、小龍、林夢、陳最 夢迪、蘇戀雅、沈子皓、AK東、張建鵬、小明、小寶                   |

### シーズン4
| 隊長   | 戦隊名称 | 代表色 | 戦隊隊員 |
| ------ | -------- | ------ | --- |
| 王一博 | 一波王炸 |        | Hilty & Bosch（YOU（山内勇）、ZIN（陣内智史））、Momo Koyama（小山桃）、葉音（David） 楊凱（Keven）、BouBoo（索梅爾 布布）、亮亮（胡浩亮）、Nelson（尼爾森）、小海（Jr.Taco）、兔子（王亞龍） |
| 韓庚   | 態度大師 |        | Acky（北村彰英）、Ibuki Imata（今田惟吹）、Zyko（最可）、Eleven（許樺）、AC（雷曦） 石頭（史健凱）、魚丸（陳藝文）、馬曉龍（Derek）、小雞（林森）、肖杰（Locking Jay）、范范（范棟瑩）        |
| 劉憲華 | 世界一劉 |        | Chika Pyoko（佐佐木智賀）、三兒（Mr.three）、Rochka（卡卡）、李春林（Lin）、韓宇 鐘晨（G-CO）、Boris（巴里斯）、黃卉（WaiWai）、楊文韜、CiCi（張燦）、C-Lil（紫龍）                           |
| 張芸興 | 核興舞器 |        | GOGO BROTHERS（REI（阿部麗）、YUU（阿部優））、Bunta Kawasima（川島文太）、KENKEN（村上賢升） MT-POP（阮武明俊）、喬治、Poppin' C（克里斯蒂安）、黃瀟、波子（邱海波）、電門（Daswitch）       |

### シーズン5
審査員は、王一博、韓庚、李承鉉、劉雨昕。
決勝に勝ち進んだ13名のダンサーは、Zyko、KYOKA（山本恭華）、Riceball（山崎良太）、马东杰、钟晨、仔仔、周钰翔、Dykens、Carlton、Sniper、Shaadow、斯文、郑浩东。

## 歴代優勝
| シーズン | ダンサー | 所属戦隊 |
| -------- | -------- | -------- |
| 1        | 韓宇     | 易燃装置 |
| 2        | 葉音     | 修楼梯   |
| 3        | 楊凱     | 一波王炸 |
| 4        | 葉音     | 一波王炸 |
| 5        | Zyko     |          |